# Hans Francke (Politiker)
Johannes „Hans“ Francke (* vor 1435; † 1486 in Dresden) war ein deutscher Beamter, Politiker, Dresdner Ratsherr und Bürgermeister.

## Leben
Über die Herkunft und den frühen Lebensweg Hans Franckes ist nichts bekannt. 1449 gehörte er erstmals dem Dresdner Rat an, schied jedoch bereits wenig später wieder aus, um das Amt des Stadtschreibers zu übernehmen. Damit oblag ihm das gesamte Kanzleiwesen der Stadt, das Verfassen aller wichtigen Schriftstücke und Dokumente des Rates, das Führen der Stadt- und Gerichtsbücher sowie des Geschossregisters. Als wichtigster städtischer Beamter erhielt er eine Besoldung in Höhe von 6 Schock Groschen, außerdem Bekleidungsgeld und freie Wohnung. Zudem war er als Stadtschreiber von den Bürgerrechtsgebühren und der Geschosszahlung befreit.
Während Franckes Amtszeit wurden seine Bezüge 1457 auf 9 Schock Groschen erhöht. Zusätzliche Einnahmen brachten Sonderaufgaben, welche extra bezahlt wurden. Eine Rechnung aus dem Jahr 1459 belegt die Zahlung von 58 Groschen für das Erstellen eines 29-seitigen Urteils.
Im Jahr 1464 trat Hans Francke wieder in den Rat ein und wurde im Folgejahr erstmals zum Bürgermeister gewählt. 1469 war er erneut Bürgermeister und übte diese Funktion, der 1470 erlassenen neuen Ratsordnung entsprechend, im Drei-Jahres-Rhythmus bis 1483 aus. 1476 wird er zudem als Hospitalmeister erwähnt.

## Nachlass
Francke verstarb 1486 und hinterließ bei seinem Tod eine Witwe und fünf Kinder. Einblick in seine Vermögensverhältnisse gibt die erhaltene Schätzung und Teilung seines Nachlasses am 19. August 1486, welche im Dresdner Stadtbuch festgehalten wurde. Demnach besaß der frühere Stadtschreiber und Bürgermeister neben seinem Wohnhaus mehrere Grundstücke, u. a. eine Scheune und zwei Gärten vor dem Seetor, zwei Gärten „uff der Viewydenn“ (Viehweidengemeinde, Wilsdruffer Vorstadt), Äcker an der Elbe, im Hillegrund und am Tatzberg, einen Acker an der Gießhütte und einen Weinberg in Kötzschenbroda. Insgesamt betrug der Wert aller Grundstücke zusammen über 300 Schilling. Dem gegenüber standen Schulden in Höhe von 44 Schilling, 12 Groschen. Hinzu kamen Gegenstände des Hausrats, u. a. Betten, Kissen, Leinen- und Tischtücher, Schüsseln und Kannen. Ein Drittel des Besitzes wurde seiner Witwe, der Rest zu gleichen Teilen seinen Kindern zugesprochen. Ursprünglich besaß Francke auch ein Haus an der Elbgasse, welches jedoch bereits 1481 an den Dresdner Bürgermeister Lucas Feist verkauft war.